# ألاخار
بلدية الحَجَر أو (نقحرة: ألاخار) (بالإسبانية: Alájar) هي بلدية تقع في مقاطعة ولبة التابعة لمنطقة أندلسية جنوب إسبانيا.

## الديموغرافيا
بلغ عدد سكان بلدية الحجر 798 نسمة عام 2011 (وفقاً للمعهد الوطني الإسباني للإحصاء).
| 804 | 794 | 781 | 771 | 811 | 808 | 798 |

## معرض صور

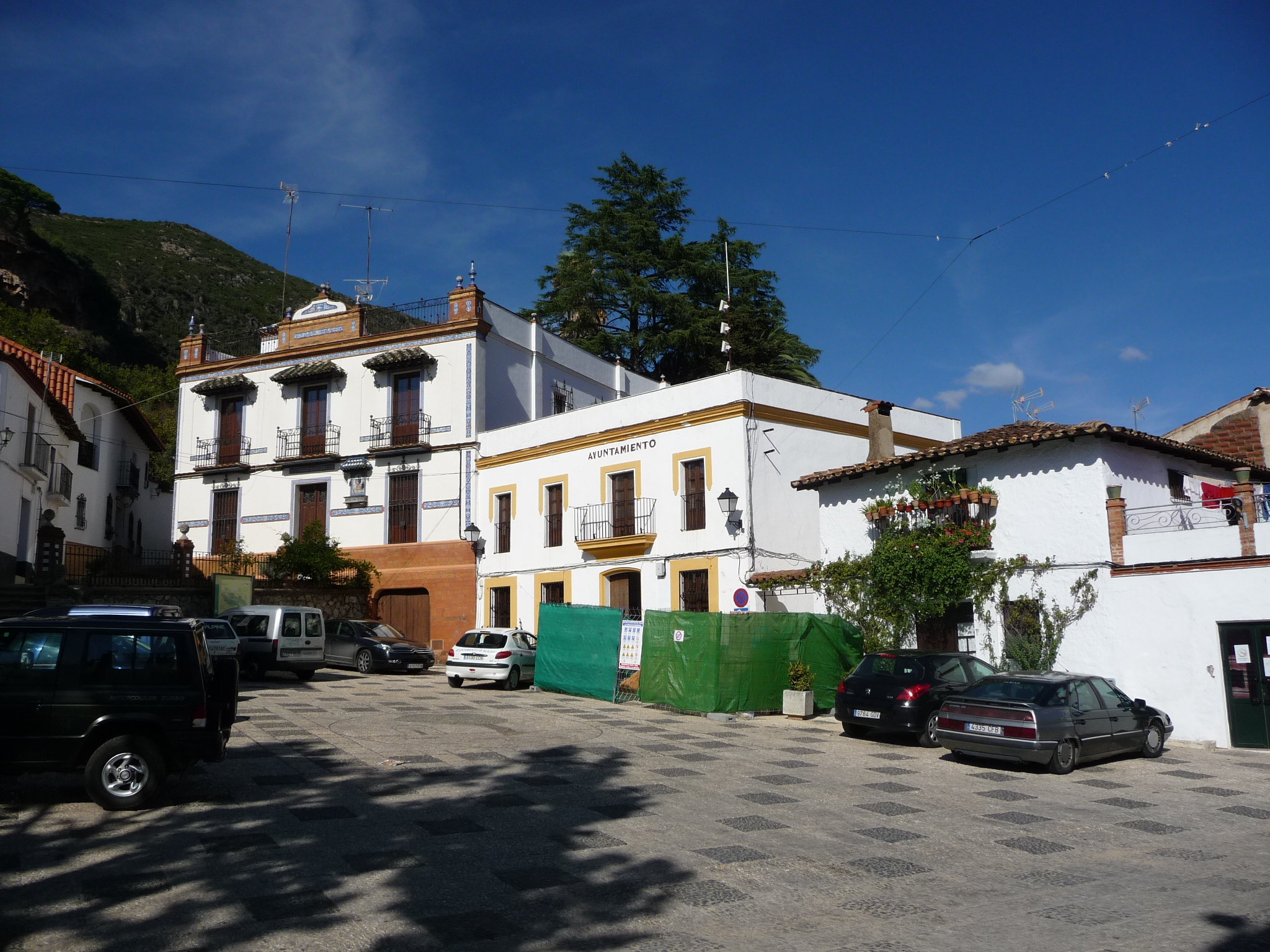
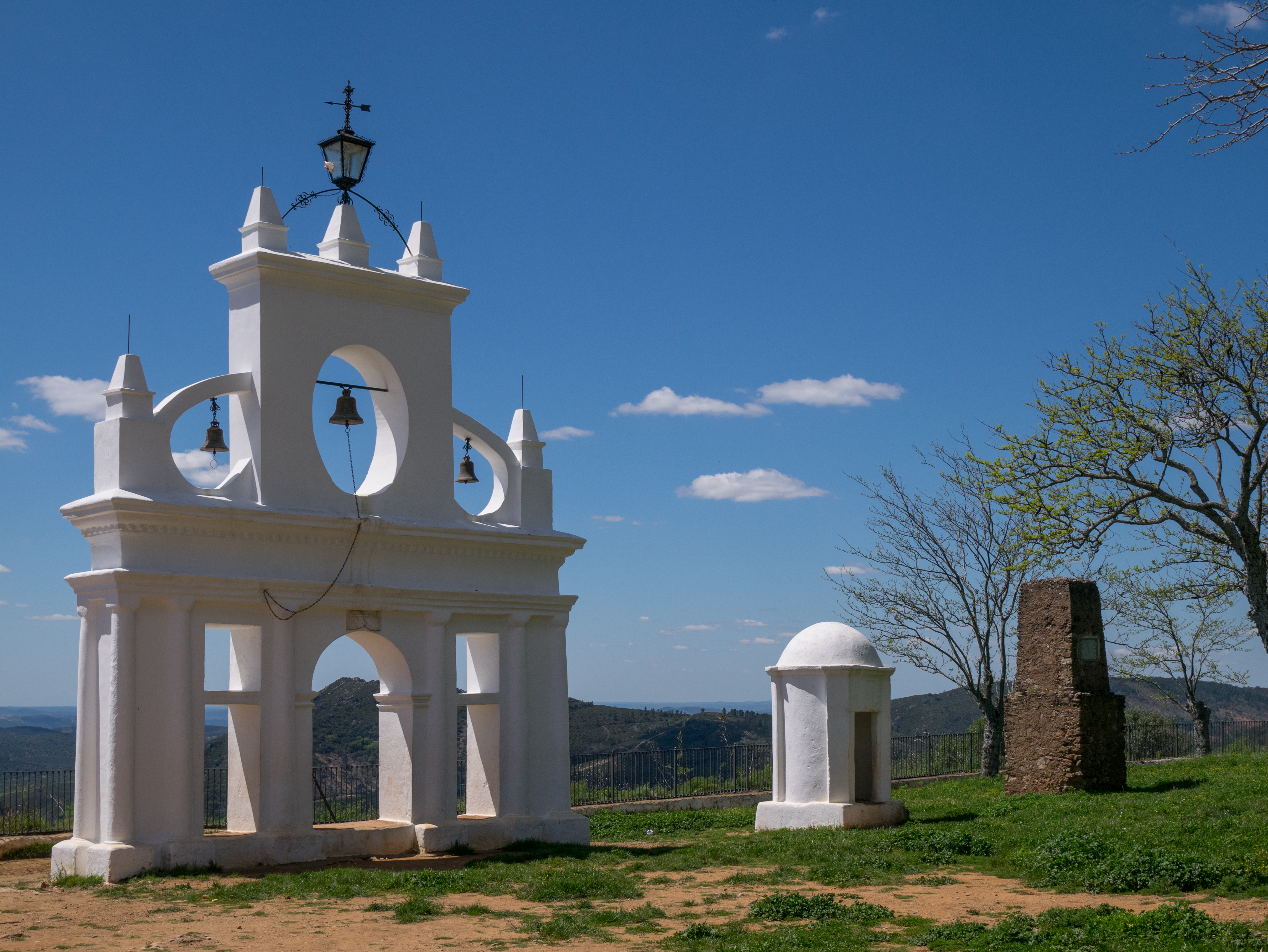
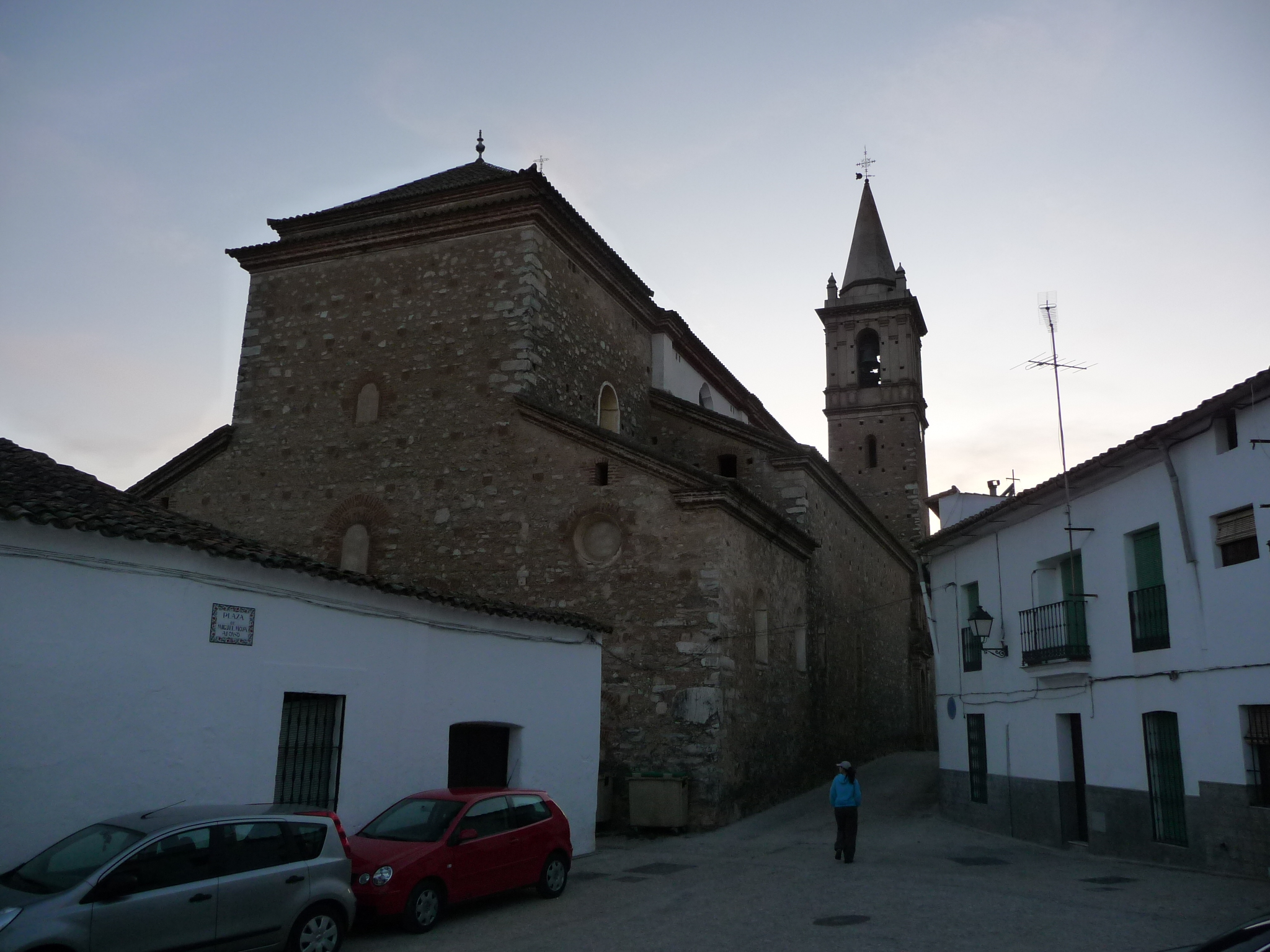
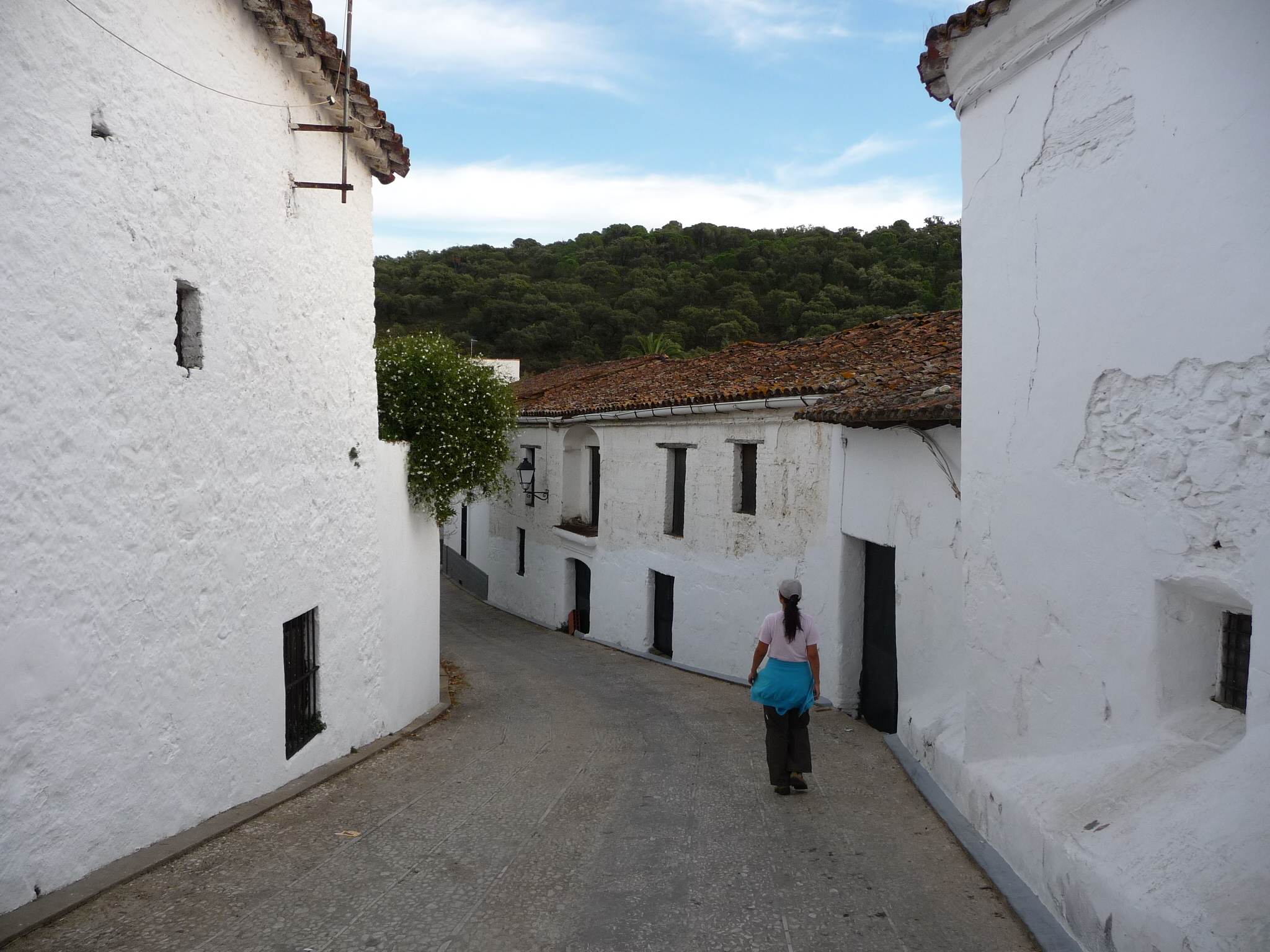